# Doppiovù
Doppiovù è stato un mensile edito dalla Arnoldo Mondadori Editore tra il 1976 e il 1978.

## Storia di Doppiovù
Il grande successo del neonato quotidiano La Repubblica, sempre della Mondadori, aveva rivelato l'esistenza di un vasto mercato di "sinistra", e venne così progettata e diretta da Maria Antonietta Dell'Aquila una rivista che si occupasse di tematiche giovanili tipiche di quegli anni, come la droga, la politica, il lavoro dei giovani, l'università e le riforme scolastiche, i metodi di contraccezione. Ciò era unito ad articoli su musica (fu tra le prime riviste italiane ad occuparsi del fenomeno punk), cinema e teatro, senza disdegnare i viaggi lungo lo stivale d'Italia e i mercatini dove comprare cibo e mercanzie a poco, oltre a qualche pregevole fumetto italiano e la pagina degli annunci presentata dal personaggio Ciccioriccio, in seguito passato al mensile Duepiù.
Molto curata e innovativa nella parte grafica, era una rivista certo impegnata politicamente, con pregi e difetti, tra i quali una certa ingenuità unita ad uno snobismo caratteristico della cultura underground degli anni settanta in Italia. Pur senza mai arrivare a posizioni estremiste -un dato che certo negli anni di piombo gli alienò le simpatie di quel pubblico giovanile che intendeva raggiungere- ebbe vita breve ma intensa.
Essendo stata stampata su carta comune e deteriorabile, ne rimangono attualmente in circolazione poche copie.